# ABS
ABS je skraćenica od njemačke riječi Antiblockiersystem, što je ime za sigurnosni sistem koji se ugrađuje u automobile koji sprječava blokiranje kotača (prestanak okretanja kotača) prilikom kočenja. Blokiranje kotača onemogućava osobi koja upravlja vozilom zadržavanje smjera i tako dolazi do klizanja vozila i gubljenja kontrole nad vozilom. ABS poboljšava kontrolu nad vozilom prilikom kočenja na suhim i sklizavim površinama i smanjuje zaustavni put, dok na površinama kao makadam duljina kočenja je produljena i to bez gubitka kontrole nad vozilom.

## Povijest
Pojava ABS-a datira još od 1928. godine kada je Nijemac Karl Wessels patentirao mehanizam koji regulira silu kočenja automobila, ali taj je koncept postojao samo na papiru. Tek početkom 2. svjetskog rata, 1941. testiran je prvi regulator blokiranja kotača za koji je zabilježeno: Postigli su tek osrednji rezultat. Usprkos tome što je u početku doživio neuspjeh, ovaj je sustav postao konstrukcijska baza za sljedeće mehanizme. Ideja o senzorima koji prate okretanje kotača i kontrolnoj jedinici koja upravlja kočnicama bila je uspješna, ali pretvoriti koncept u funkcionalan mehanizam bilo je komplicirano. Problem senzora riješen je već 1952 godine u ABS sistemu ugrađenom u avion, ali i u Knorrov sistem iz 1954. za lokomotivu. Ali ugradnja u automobile još nije bila moguća jer su postojali zahtjevi koji su se postavljali pred mehanički senzor zbog manje preciznosti te nedovoljne pouzdanosti u zavojima, na grbavim podlogama ili pri nepovoljnim vanjskim uticajima. 
Razvoj ABS-a znatno je unaprijedila tvrtka Robert Bosch GmbH (zaštitili su oznaku ABS za svoj proizvod) koja je na tržište 1978. godine izbacila elektronski sustav, koji se kao dodatna oprema počeo ugrađivati u automobile Mercedes S klase (W116) a nešto kasnije i u BMW 7 (E23). 1985.godine Ford Scorpio je bio prvi automobil u koji se ABS ugrađivao serijski.
Mercedes Benz je 1981. godine zajedno s firmom WABCO razvio ABS za vozila sa zračnim kočnicama (autobusi i teretna vozila). Od 1991. godine u sve autobuse i teretna vozila je obavezna ugradnja ABS-a.